# Odderbanen
| Triebwagen bei Gunnestrup |                      |                                 |                                 |
| Spurweite: | 1435 mm (Normalspur) |                                 |                                 |
| Streckengeschwindigkeit: | 75 km/h              |                                 |                                 |
| |                      |                                 |                                 |
| \| \| \| Grenåbanen von Grenå \| \| \| \| 0,0 \| Aarhus H \| Aarhus H \| \| \| \| Ringgade Broen \| \| \| \| \| nach Aalborg \| \| \| \| 3,0 \| Kongsvang \| Kongsvang \| \| \| 4,6 \| Viby J \| Viby J \| \| \| \| nach Skanderborg \| \| \| \| 5,7 \| Rosenhøj (seit 1972) \| Rosenhøj (seit 1972) \| \| \| 6,6 \| Øllegårdsvej (seit 1972) \| Øllegårdsvej (seit 1972) \| \| \| 7,2 \| Gunnar Clausensvej (seit 1975) \| Gunnar Clausensvej (seit 1975) \| \| \| 9,1 \| Tranbjerg \| Tranbjerg \| \| \| \| Havebyen (1971–2008) \| \| \| \| 10,2 \| Nørrevænget (seit 2008) \| Nørrevænget (seit 2008) \| \| \| 10,5 \| Gunnestrup (1984–2008) \| Gunnestrup (1984–2008) \| \| \| 12,5 \| Mølleparken (seit 1973) \| Mølleparken (seit 1973) \| \| \| 13,2 \| Mårslet \| Mårslet \| \| \| 14,2 \| Vilhemsborg \| Vilhemsborg \| \| \| 15,8 \| Beder \| Beder \| \| \| \| Egelund \| \| \| \| 18,1 \| Malling \| Malling \| \| \| \| Banevolden (1966–2006) \| \| \| \| 22,2 \| Assedrup \| Assedrup \| \| \| 25,2 \| Rude Havvej (seit 1982) \| Rude Havvej (seit 1982) \| \| \| \| Parkvej \| \| \| \| \| Parkvej (seit 1982) \| \| \| \| 26,5 \| Odder \| Odder \| \| \| \| nach Horsens \| (stillgel. 1967, abgebaut) \| \| \| \| seit 1977 stillgelegt, abgebaut \| \| \| \| 29,5 \| Neder Randlev \| Neder Randlev \| \| \| 30,8 \| Eriksminde (1956–1977) \| Eriksminde (1956–1977) \| \| \| 32,1 \| Boulstrup (bis 1977) \| Boulstrup (bis 1977) \| \| \| 33,6 \| Halling (bis 1977) \| Halling (bis 1977) \| \| \| 35,3 \| Holsatia (1949–1977) \| Holsatia (1949–1977) \| \| \| 36,2 \| Hov \| Hov \| \| \| \| Hov havnemole \| \| |                      |                                 |                                 |
| Strecke |                      | Grenåbanen von Grenå            | Grenåbanen von Grenå            |
| Bahnhof | 0,0                  | Aarhus H                        | Aarhus H                        |
| Strecke mit Straßenbrücke |                      | Ringgade Broen                  | Ringgade Broen                  |
| Abzweig geradeaus, nach links und nach rechts · Strecke von rechts |                      | nach Aalborg                    | nach Aalborg                    |
| Strecke · Haltepunkt / Haltestelle | 3,0                  | Kongsvang                       | Kongsvang                       |
| Haltepunkt / Haltestelle · Bahnhof | 4,6                  | Viby J                          | Viby J                          |
| Strecke nach rechts · Strecke |                      | nach Skanderborg                | nach Skanderborg                |
| Haltepunkt / Haltestelle | 5,7                  | Rosenhøj (seit 1972)            | Rosenhøj (seit 1972)            |
| Haltepunkt / Haltestelle | 6,6                  | Øllegårdsvej (seit 1972)        | Øllegårdsvej (seit 1972)        |
| Haltepunkt / Haltestelle | 7,2                  | Gunnar Clausensvej (seit 1975)  | Gunnar Clausensvej (seit 1975)  |
| Bahnhof | 9,1                  | Tranbjerg                       | Tranbjerg                       |
| ehemaliger Haltepunkt / Haltestelle |                      | Havebyen (1971–2008)            | Havebyen (1971–2008)            |
| Haltepunkt / Haltestelle | 10,2                 | Nørrevænget (seit 2008)         | Nørrevænget (seit 2008)         |
| ehemaliger Haltepunkt / Haltestelle | 10,5                 | Gunnestrup (1984–2008)          | Gunnestrup (1984–2008)          |
| Haltepunkt / Haltestelle | 12,5                 | Mølleparken (seit 1973)         | Mølleparken (seit 1973)         |
| Bahnhof | 13,2                 | Mårslet                         | Mårslet                         |
| Haltepunkt / Haltestelle | 14,2                 | Vilhemsborg                     | Vilhemsborg                     |
| Haltepunkt / Haltestelle | 15,8                 | Beder                           | Beder                           |
| Haltepunkt / Haltestelle |                      | Egelund                         | Egelund                         |
| Bahnhof | 18,1                 | Malling                         | Malling                         |
| ehemaliger Haltepunkt / Haltestelle |                      | Banevolden (1966–2006)          | Banevolden (1966–2006)          |
| Bahnhof | 22,2                 | Assedrup                        | Assedrup                        |
| Haltepunkt / Haltestelle | 25,2                 | Rude Havvej (seit 1982)         | Rude Havvej (seit 1982)         |
| Bahnübergang |                      | Parkvej                         | Parkvej                         |
| Haltepunkt / Haltestelle |                      | Parkvej (seit 1982)             | Parkvej (seit 1982)             |
| Kopfbahnhof Strecke ab hier außer Betrieb | 26,5                 | Odder                           | Odder                           |
| Abzweig geradeaus und nach rechts (Strecke außer Betrieb) |                      | nach Horsens                    | (stillgel. 1967, abgebaut)      |
| Strecke (außer Betrieb) |                      | seit 1977 stillgelegt, abgebaut | seit 1977 stillgelegt, abgebaut |
| Bahnhof (Strecke außer Betrieb) | 29,5                 | Neder Randlev                   | Neder Randlev                   |
| Haltepunkt / Haltestelle (Strecke außer Betrieb) | 30,8                 | Eriksminde (1956–1977)          | Eriksminde (1956–1977)          |
| Bahnhof (Strecke außer Betrieb) | 32,1                 | Boulstrup (bis 1977)            | Boulstrup (bis 1977)            |
| Haltepunkt / Haltestelle (Strecke außer Betrieb) | 33,6                 | Halling (bis 1977)              | Halling (bis 1977)              |
| Haltepunkt / Haltestelle (Strecke außer Betrieb) | 35,3                 | Holsatia (1949–1977)            | Holsatia (1949–1977)            |
| Bahnhof (Strecke außer Betrieb) | 36,2                 | Hov                             | Hov                             |
| |                      | Hov havnemole                   |                                 |

Odderbanen war eine normalspurige Privatbahn in Jütland, Dänemark; sie verband anfangs Aarhus, Odder und Hov. Die etwa 37 km lange Strecke wurde am 19. Juni 1884 von der Hads–Ning Herreders Jernbane (HHJ) eröffnet. Am 22. Mai 1977 wurde der Streckenabschnitt von Odder nach Hov stillgelegt. Am 9. Dezember 2012 wurde Odderbanen mit Grenaabanen zur Aarhus Nærbane vereinigt, der Personenverkehr wurde seitdem von den Dänischen Staatsbahnen DSB betrieben. Seit 2018 ist der Streckenabschnitt Aarhus–Odder Bestandteil der Aarhus Letbane.

## Strecke
Die Strecke ist eingleisig mit Kreuzungsbahnhöfen und war ursprünglich nicht elektrifiziert. Die Strecke ist nach dem Abbau des 10,4 km langen Abschnitts von Odder nach Hov heute 26,5 km lang. Die zulässige Höchstgeschwindigkeit auf der Strecke beträgt 75 km/h, kann aber wegen dicht beieinander liegenden Haltestellen und Kurven nur an wenigen Stellen gefahren werden.
In den 1970er-Jahren entstanden einige zusätzliche Haltestellen, die inzwischen z. T. wieder aufgegeben wurden.
In der Zeit von Juli bis Oktober 2008 wurde die Strecke grundlegend saniert. Dabei wurden zwischen Odder und Tranbjerg neue Gleise mit Betonschwellen verlegt, die Signalkabel erneuert und der neue Haltepunkt Nørrevænget gebaut. Im Rahmen der Einbindung in das Stadtbahnnetz von Aarhus wurde die Strecke elektrifiziert, dazu fanden umfangreiche Umbauarbeiten statt. Am 25. August 2018 wurde der Stadtbahnbetrieb auf der Strecke eröffnet.
Mit Ausnahme des Bahnhofs in Odder sind alle Bahnhöfe entlang der Strecke verkauft. Sie werden seitdem gewerblich von Handwerkern oder Künstlern oder als Wohnhäuser genutzt.
Die Odderbanen beginnt im Hauptbahnhof von Århus und führt durch städtische Bebauung auf eigener Trasse parallel zur DSB-Strecke nach Skanderborg bis zum Bahnhof Viby. Nach Viby folgt ein kurvenreicher Abschnitt durch ländlich geprägtes Gebiet an Tranbjerg, Mørslet und Beder vorbei bis Assedrup. Der restliche Abschnitt nach Odder weist nur noch wenige Kurven auf. Die Bahn führt durch die Stadt zum Bahnhof am südlichen Ortsende, dem heutigen Streckenende. Die Strecke führte in einer Linkskurve zum Houvej, der abschnittweise auf der ehemaligen Bahntrasse verläuft und auf direktem Weg zum Hafenort Hov.

## Güterverkehr

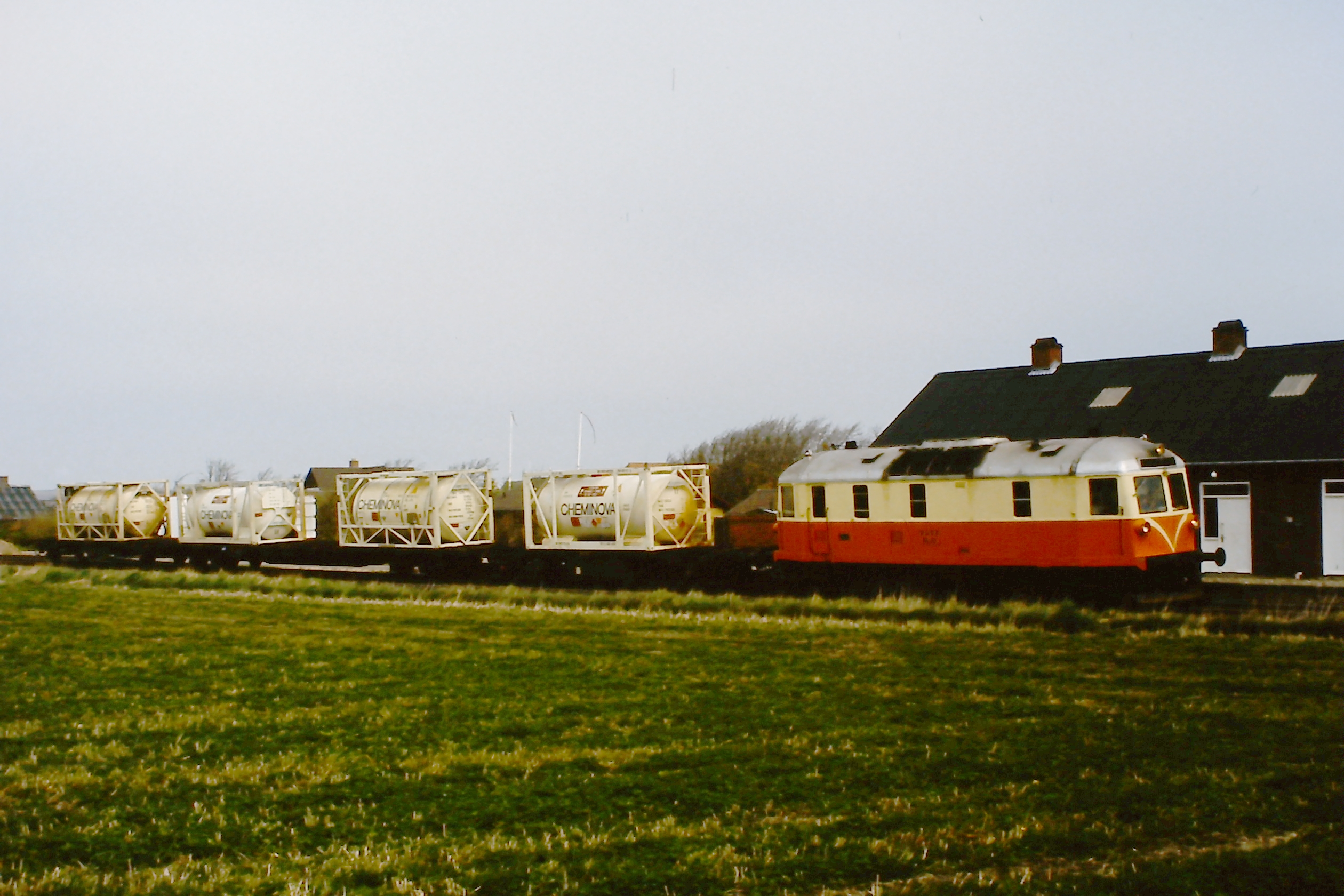
HHJ DL11 mit Güterzug in Tranbjerg

Allgemeiner Güterverkehr findet schon lange nicht mehr statt, lediglich Dienstgut wie Schotter, Schwellen, sperrige Ersatzteile usw. wird gelegentlich noch auf der Schiene nach Odder befördert.

## Bahnhof Odder
Der Bahnhof in Odder war bei der Eröffnung der Strecke ein wichtiger Unterwegsbahnhof. Am 14. Mai 1904 eröffnete die Horsens–Odder Jernbane (HOJ) die Strecke von Odder nach Horsens. Mit der Stilllegung dieser Strecke am 31. März 1967 wurde Odder wieder zum Durchgangsbahnhof und mit Stilllegung des Streckenabschnittes nach Hov zum Endpunkt der Odderbane.

## Fahrzeuge
Zwischen 1968 und 1984 wurden von DUEWAG insgesamt sieben zweiteilige Lynette-Triebwagengarnituren (Motorwagen Ym 31 – 36, Steuerwagen Ys 41 – 47) geliefert, die bis 2012 eingesetzt wurden. Die einheimische Bevölkerung bezeichnete diese Fahrzeuge gelegentlich als „Odder-grisen“ (Odderschwein), weil die Front des Triebwagens angeblich leicht an eine Schweineschnauze erinnern soll.
Die Nachfolge traten Desiro-Triebzüge der DSB, Baureihe MQ an, die mit klimatisierten Abteilen, barrierefreien Einstiegen und Fahrradabteilen einen zeitgemäßen Fahrgastkomfort boten.
Seit 2018 wird die Strecke von Straßenbahnfahrzeugen des Typs Variobahn von Stadler befahren.

## Unternehmen

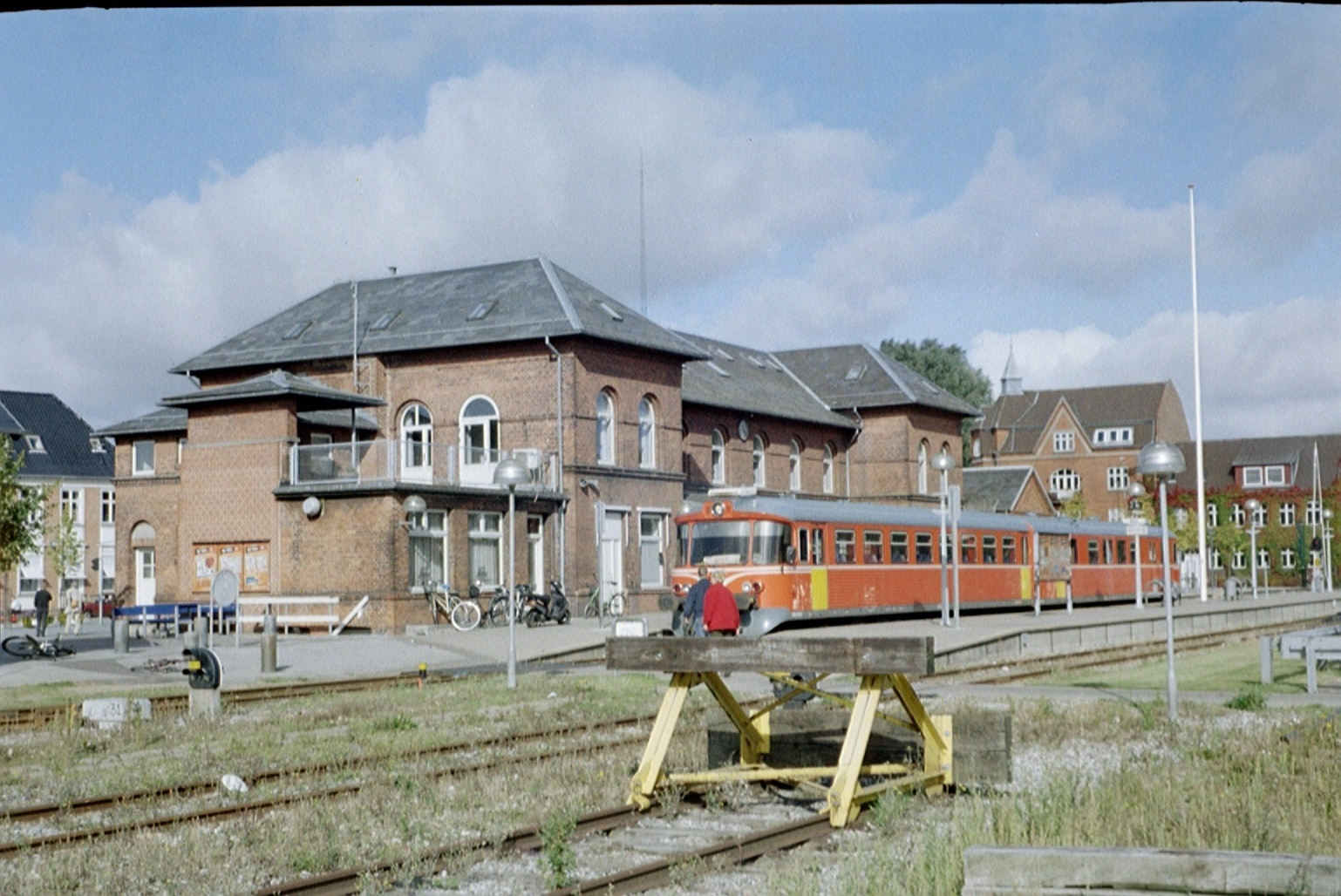
Bahnhof Odder

2008 fusionierte Odderbanen mit Lemvigbanen zu einer neuen Aktiengesellschaft namens Midtjyske Jernbaner A/S.